# Paussomorphus
Paussomorphus is een geslacht van kevers uit de familie van de loopkevers (Carabidae). De wetenschappelijke naam van het geslacht is voor het eerst geldig gepubliceerd in 1885 door Raffray.

## Soorten
Het geslacht Paussomorphus omvat de volgende soorten:
- Paussomorphus chevrolatii (Westwood, 1852)
- Paussomorphus conradsianus (Reichensperger, 1938)
- Paussomorphus pauliani Reichensperger, 1951